# 小行星3498
小行星3498（3498 Belton）是一颗绕太阳运转的小行星，为主小行星带小行星。该小行星于1981年3月1日发现。

## 轨道参数
小行星3498的轨道半长轴为2.3562651 UA，离心率为0.101。